# Sedgebrook
Sedgebrook är en ort och civil parish i Storbritannien.   Den ligger i grevskapet Lincolnshire och riksdelen England, i den sydöstra delen av landet, 160 km norr om huvudstaden London. Sedgebrook ligger 45 meter över havet och antalet invånare är 375.
Terrängen runt Sedgebrook är platt. Runt Sedgebrook är det ganska tätbefolkat, med 139 invånare per kvadratkilometer. Närmaste större samhälle är Grantham, 6,2 km öster om Sedgebrook. Trakten runt Sedgebrook består till största delen av jordbruksmark.